# Torneio de xadrez de Moscou de 1936
O Torneio de xadrez de Moscou de 1936 foi uma competição internacional de xadrez organizada por Nikolai Krylenko realizada na cidade de Moscou na então União Soviética entre 14 de maio e 6 de junho no Hall of Columns da cidade. Capablanca venceu o torneio, seguido do futuro campeão mundial Botvinnik. Flohr ficou em terceiro lugar enquanto ex-campeão mundial Lasker em sexto. Novamente, o interesse do público foi grande sendo o evento noticiado por todo o país.

## Tabela de resultados[2]
| Jogador              | 1   | 2   | 3   | 4   | 5   | 6   | 7   | 8   | 9   | 10  | Total |
| José Raul Capablanca | xxx | 1.5 | 1   | 1.5 | 1.5 | 1.5 | 1.5 | 1   | 2   | 1.5 | 13    |
| Mikhail Botvinnik    | 0.5 | xxx | 1.5 | 1.5 | 1.5 | 1.5 | 2   | 1   | 1.5 | 1   | 12    |
| Salo Flohr           | 1   | 0.5 | xxx | 1.5 | 0.5 | 1.5 | 0.5 | 0.5 | 1.5 | 2   | 9.5   |
| Andor Lilienthal     | 0.5 | 0.5 | 0.5 | xxx | 1   | 1.5 | 1.5 | 1.5 | 1   | 1   | 9     |
| Viacheslav Ragozin   | 0.5 | 0.5 | 1.5 | 1   | xxx | 1.5 | 0.5 | 1.5 | 1   | 0.5 | 8.5   |
| Emanuel Lasker       | 0.5 | 0.5 | 0.5 | 0.5 | 0.5 | xxx | 1   | 1.5 | 1.5 | 1.5 | 8     |
| Ilia Kan             | 0.5 | 0   | 1.5 | 0.5 | 1.5 | 1   | xxx | 1   | 0.5 | 1   | 7.5   |
| Grigory Levenfish    | 1   | 1   | 1.5 | 0.5 | 0.5 | 0.5 | 1   | xxx | 0.5 | 1   | 7.5   |
| Nikolay Riumin       | 0   | 0.5 | 0.5 | 1   | 1   | 0.5 | 1.5 | 1.5 | xxx | 1   | 7.5   |
| Erich Eliskases      | 0.5 | 1   | 0   | 1   | 1.5 | 0.5 | 1   | 1   | 1   | xxx | 7.5   |